# Викунья, Франсиско Рамон
Франсиско Рамон де Викунья Ларраин (исп. Francisco Ramón Vicuña Larraín; 1775 — 13 января 1849) — чилийский военный, политический и государственный деятель, исполняющий обязанности президента Чили в 1829 году.

## Биография
Баск по происхождению. Получил образование в лучших школах столицы и посвятил себя политике и сельскому хозяйству. Принадлежал к креольской аристократии.
В 1810 году участвовал в чилийской войне за независимость. Организовал первое в стране предприятие по производству огнестрельного оружия.
В 1811 году был депутатом от г. Осорно на Конституционном конгрессе по принятию конституции Чили, возглавлял комиссию, отвечающую за конституционную реформу. В 1814 году стал сенатором Чили.
По обвинению в заговоре против испанской колониальной администрации арестован и приговорён к изгнанию из страны. Жил в ссылке.
После победы чилийских войск в битве при Чакабуко в 1817 году смог вернуться на родину. Верховный правитель Чили Б. О’Хиггинс назначил его представителем правительства на севере страны.

## Политическая карьера
В 1823 году Франсиско Рамон Викунья возглавил администрацию Сантьяго де Чили и был избран членом Конституционного собрания Чили. Был членом Постоянной комиссии юстиции и законодательства; полиции, образования и общественного благосостояния.
В 1825 году президент Р. Фрейре назначил его своим заместителем, а также министром иностранных и внутренних дел. Во время войны он также возглавлял Секретариат войны и флота Чили и выступал в качестве министра финансов.
В результате гражданской войны 1829 года между консервативно-централистской фракцией и либеральными федералистами президент Франсиско Антонио Пинто дважды был вынужден покидать свой пост.
С 16 июля 1829 по 19 октября 1829 — временный президент Чили.
В 1830 году оставил политическую деятельность.
Умер в Сантьяго 13 января 1849 года.